# Азерекс
Азере́кс (фр. Azereix, окс. Asereish) — коммуна во Франции, находится в регионе Юг — Пиренеи. Департамент — Верхние Пиренеи. Входит в состав кантона Осён. Округ коммуны — Тарб.
Код INSEE коммуны — 65057.

## География

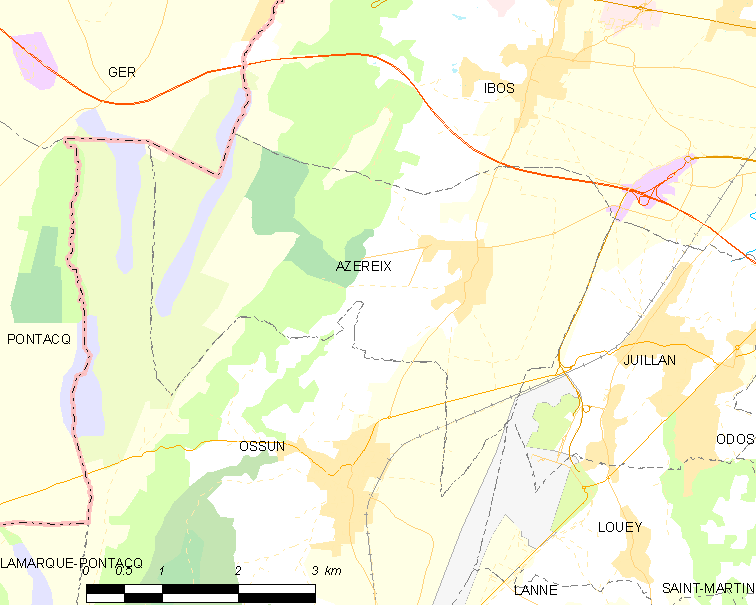
Карта коммуны

Коммуна расположена приблизительно в 660 км к югу от Парижа, в 125 км западнее Тулузы, в 7 км к западу от Тарба.
По территории коммуны протекают реки Суи и Марден.

## Климат
Климат умеренно-океанический с солнечной тёплой погодой и обильными осадками на протяжении практически всего года.

## Население
Население коммуны на 2010 год составляло 992 человека.
| 1962 | 1968 | 1975 | 1982 | 1990 | 1999 | 2010 |
| ---- | ---- | ---- | ---- | ---- | ---- | ---- |
| 672  | 570  | 672  | 783  | 911  | 906  | 992  |

## Администрация
| Период | Период | Фамилия     | Партия       | Примечания |
| ------ | ------ | ----------- | ------------ | ---------- |
| 1965   | 1977   | Жозеф Бель  | беспартийный |            |
| 1977   | 2020   | Мишель Рико | беспартийный |            |

## Экономика
В 2010 году среди 644 человек трудоспособного возраста (15-64 лет) 451 были экономически активными, 193 — неактивными (показатель активности — 70,0 %, в 1999 году было 66,4 %). Из 451 активных жителей работали 420 человек (210 мужчин и 210 женщин), безработных было 31 (19 мужчин и 12 женщин). Среди 193 неактивных 48 человек были учениками или студентами, 83 — пенсионерами, 62 были неактивными по другим причинам.

## Достопримечательности
- Церковь Св. Фруктуоза (XVI век). Исторический памятник с 1979 года[4]
- Дом 1798 года. Исторический памятник с 1988 года[5]
- Старая общественная прачечная. Исторический памятник с 1979 года[6]

## Фотогалерея

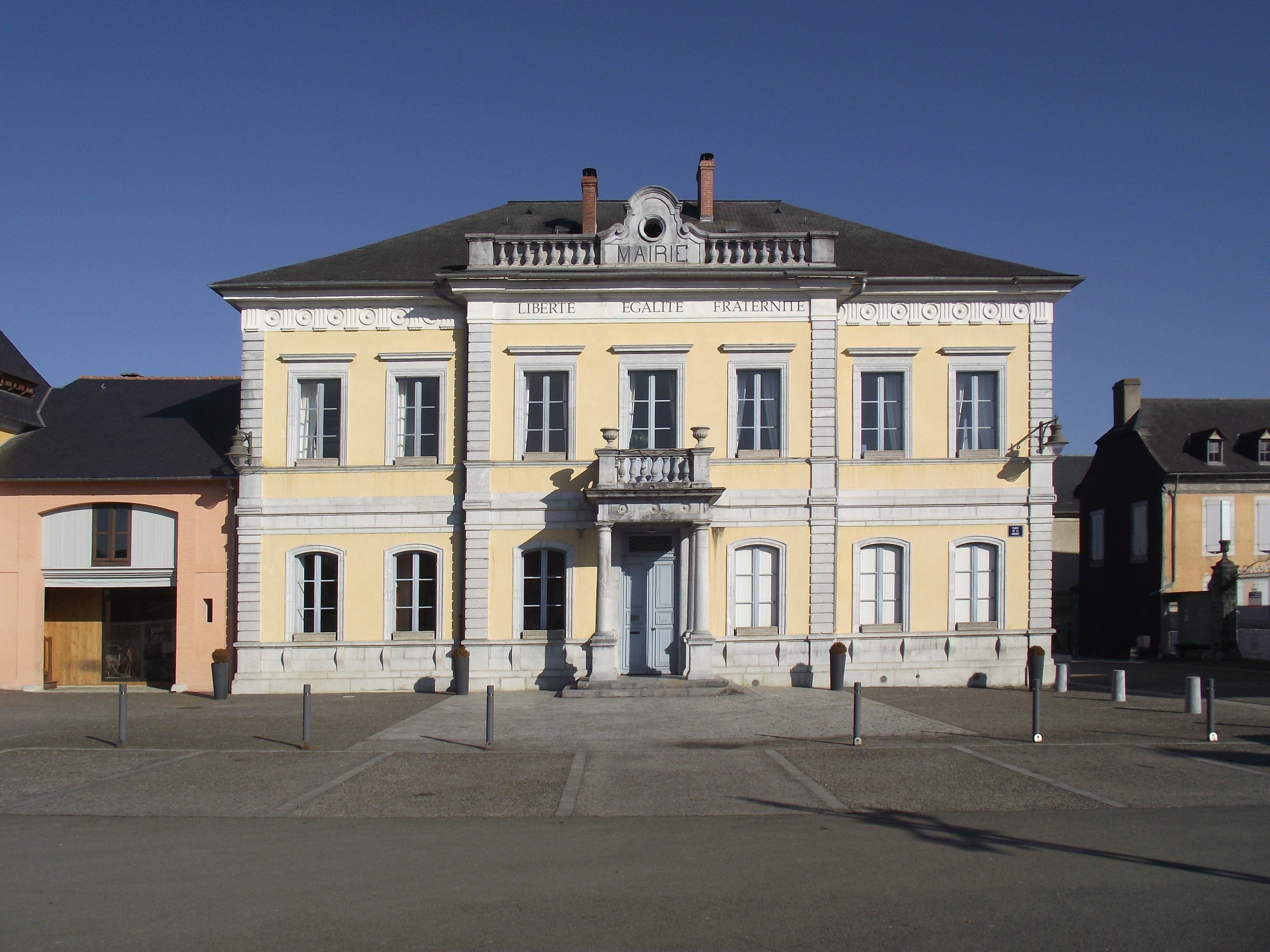
Мэрия
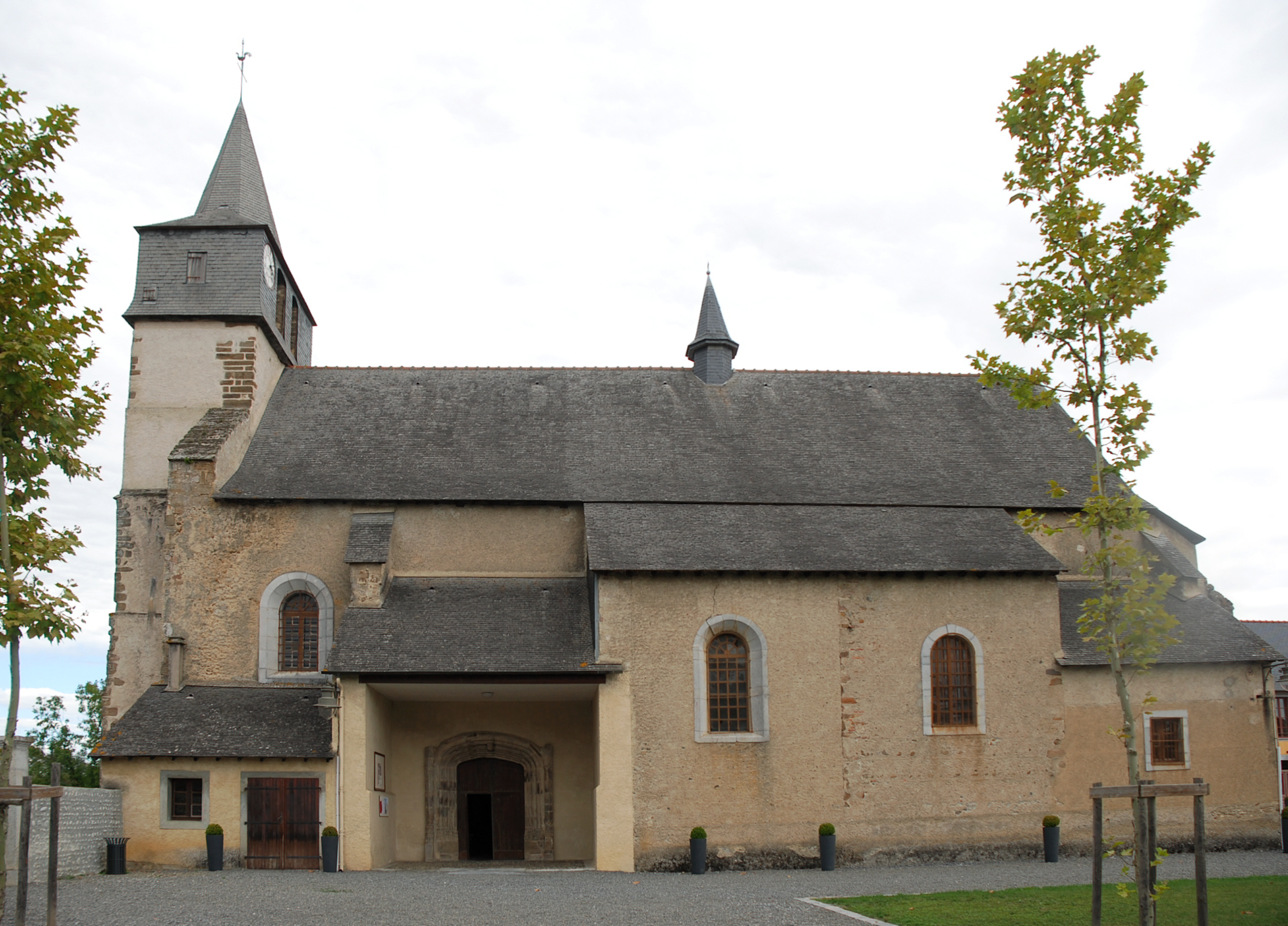
Церковь Св. Фруктуоза
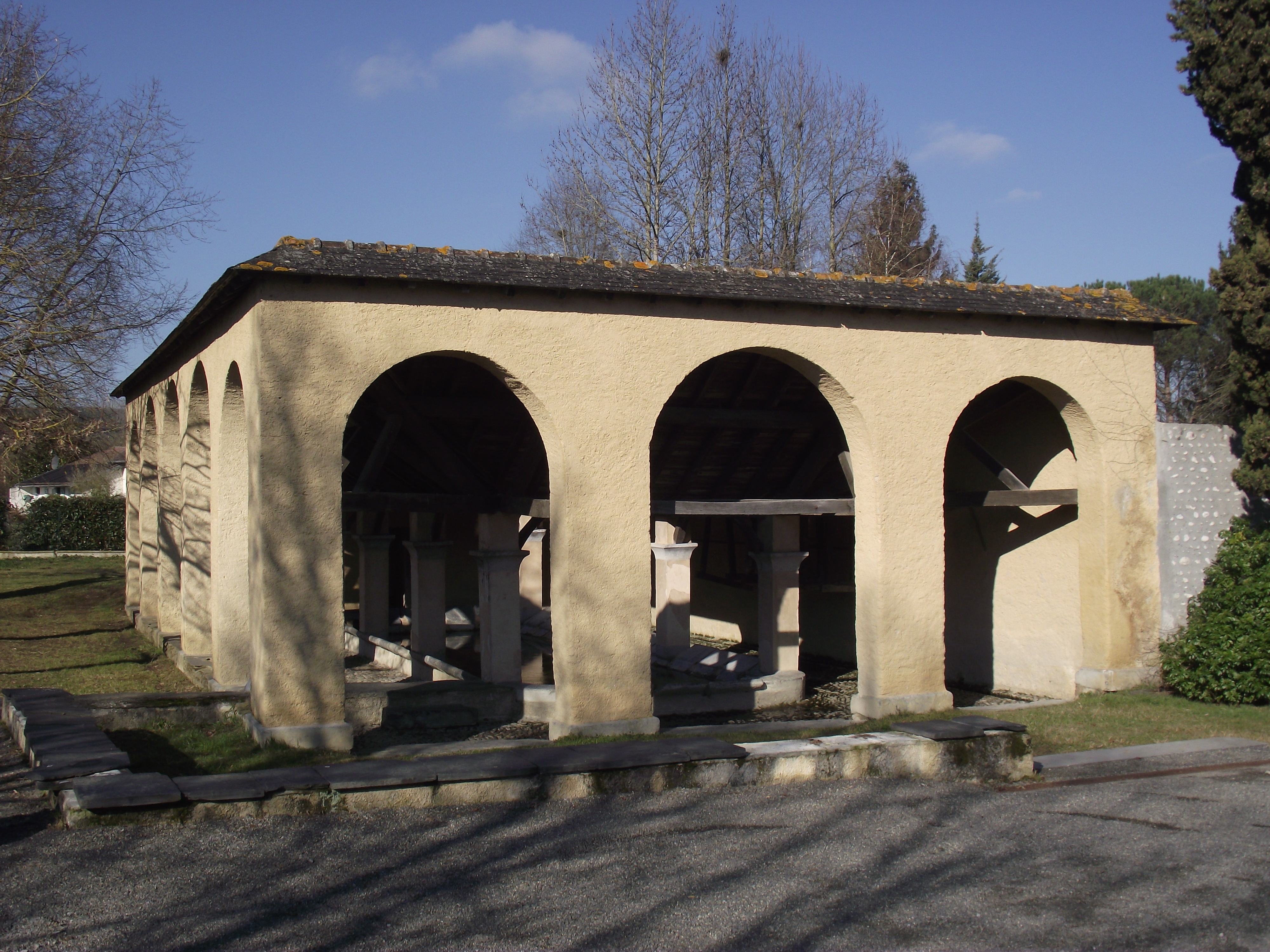
Общественная прачечная
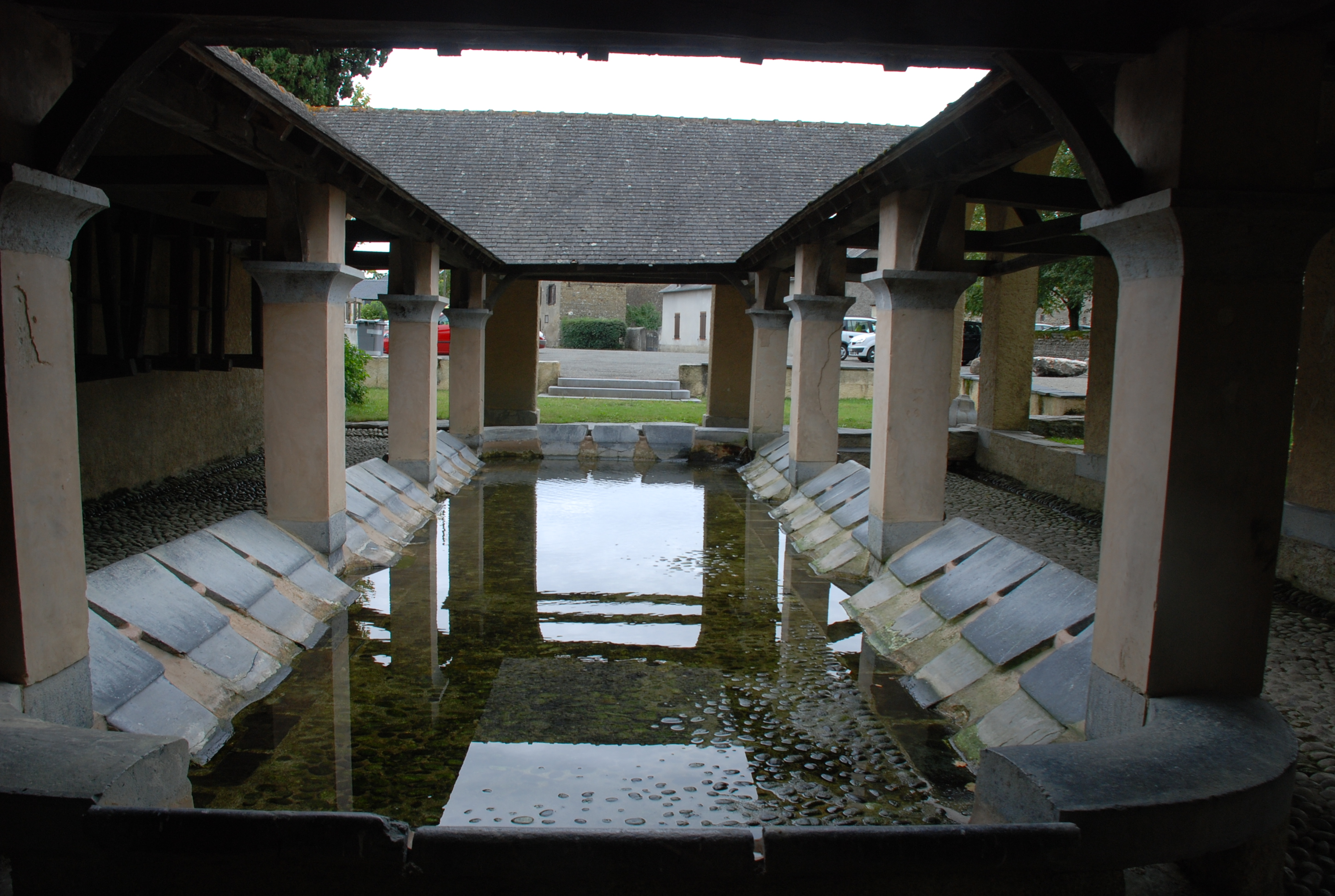
Общественная прачечная
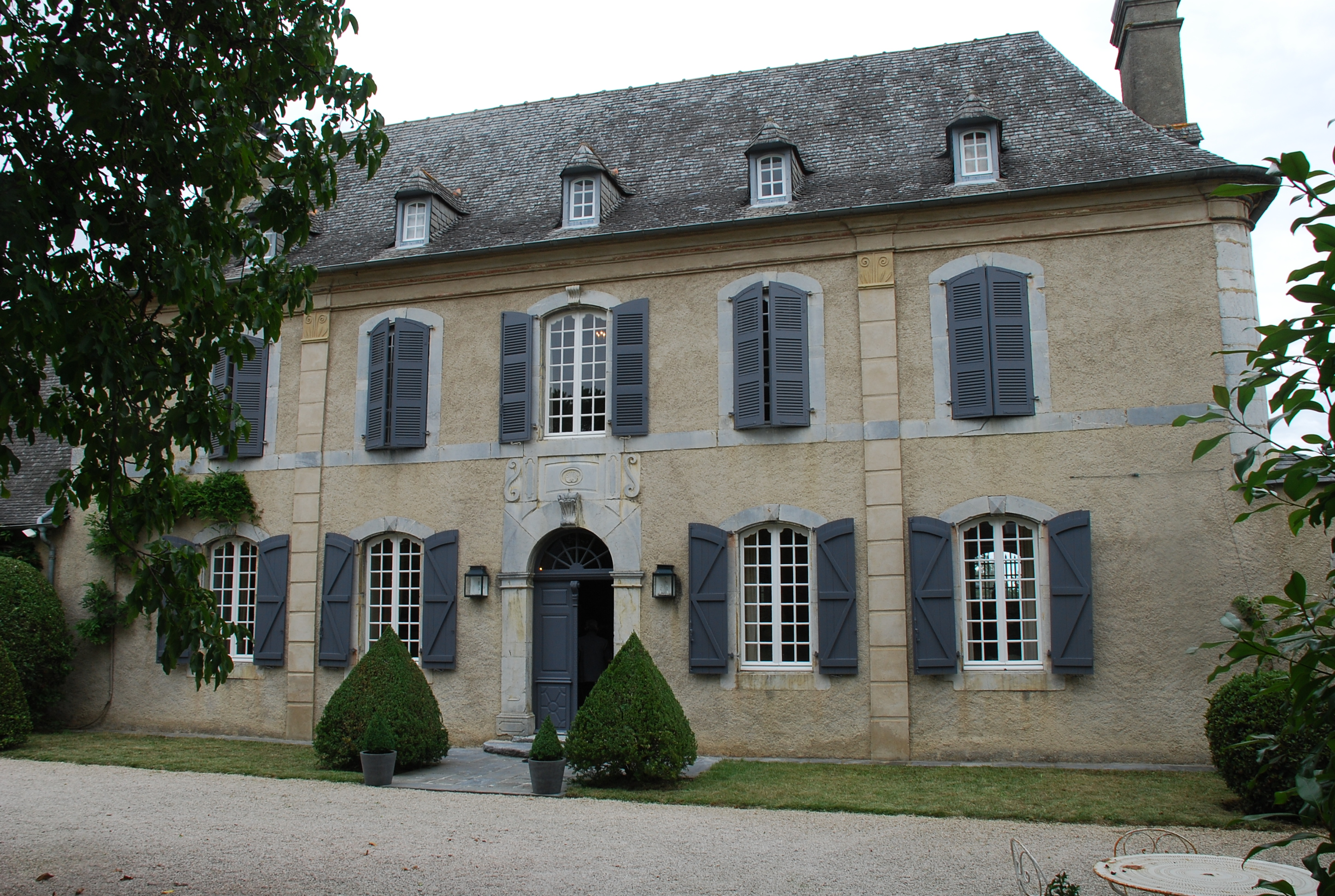
Дом 1798 года
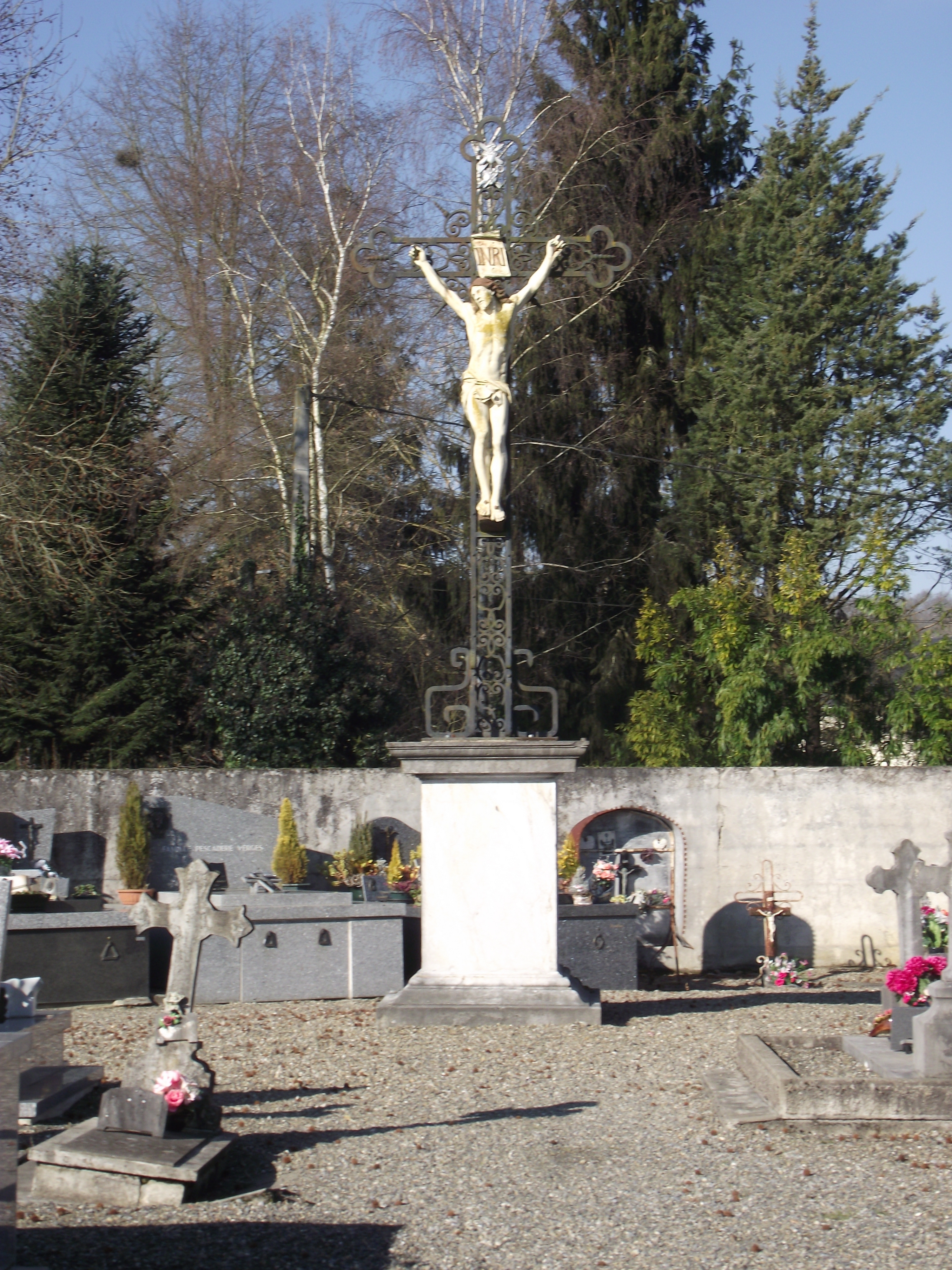
Крест